# Daruvar
Daruvar (zastarelo slovensko Podborje) je mestna občina (hrv. Grad Daruvar) z 10.159 prebivalci (2021, v upravnem območju; samo mesto okoli 8.000) na Hrvaškem, ki upravno spada pod Bjelovarsko-bilogorsko županijo.

## Demografija
| Pregled števila prebivalcev po letih | Pregled števila prebivalcev po letih | Pregled števila prebivalcev po letih | Pregled števila prebivalcev po letih | Pregled števila prebivalcev po letih | Pregled števila prebivalcev po letih | Pregled števila prebivalcev po letih | Pregled števila prebivalcev po letih | Pregled števila prebivalcev po letih | Pregled števila prebivalcev po letih | Pregled števila prebivalcev po letih | Pregled števila prebivalcev po letih | Pregled števila prebivalcev po letih | Pregled števila prebivalcev po letih | Pregled števila prebivalcev po letih |        |
| ------------------------------------ | ------------------------------------ | ------------------------------------ | ------------------------------------ | ------------------------------------ | ------------------------------------ | ------------------------------------ | ------------------------------------ | ------------------------------------ | ------------------------------------ | ------------------------------------ | ------------------------------------ | ------------------------------------ | ------------------------------------ | ------------------------------------ | ------ |
| 1857                                 | 1869                                 | 1880                                 | 1890                                 | 1900                                 | 1910                                 | 1921                                 | 1931                                 | 1948                                 | 1953                                 | 1961                                 | 1971                                 | 1981                                 | 1991                                 | 2001                                 | 2021   |
| 616                                  | 1101                                 | 1283                                 | 1663                                 | 1846                                 | 2644                                 | 2761                                 | 3460                                 | 4812                                 | 5117                                 | 6139                                 | 8097                                 | 9193                                 | 9748                                 | 9815                                 | 10.159 |